# باترمیلک (کانزاس)
باترمیلک (به انگلیسی: Buttermilk) یک منطقهٔ مسکونی در ایالات متحده آمریکا است که در شهرستان کومانچی، کانزاس واقع شده‌است.